# Musée Art Nouveau – Maxim's
Musée Art Nouveau – Maxim's (Secesní muzeum – Maxim's) nebo Maxim's Art Nouveau „Collection 1900“ je soukromé muzeum v Paříži. Nachází se v domě nad restaurací Maxim's v 8. obvodu v ulici Rue Royale. Muzeum představuje soukromou sbírku secesních předmětů a dekorací.

## Historie
V roce 1981 koupil restauraci Maxim's módní návrhář Pierre Cardin, který je dlouholetým sběratelem uměleckých děl z Belle Époque. Ve dvoupodlažním bytě bývalé kurtizány v prostorech nad restaurací vybudoval muzeum, které na ploše 350 m2 představuje přes 750 předmětů z celého světa od tvůrců jako Louis Majorelle, Tiffany, Émile Gallé, Massier, Henri de Toulouse-Lautrec, Hector Guimard, Antonio de La Gandara aj. Nachází se zde sofa inspirované Gaudím, čínský porcelán určený pro módní elitu na Côte d'Azur, servírovací stůl od Louise Majorelle aj.
Ložnice představuje Majorellovu postel s kosatci a liliemi, lampy od Tiffanyho a také stolek na make-up, šaty, klobouky a šperky.